# Rejon antracytowski
Rejon antracytowski – jednostka administracyjna w składzie obwodu ługańskiego Ukrainy.
Powstał w 1938. Ma powierzchnię 1700 km² i liczy około 37 tysięcy mieszkańców. Siedzibą władz rejonu jest Antracyt.
W skład rejonu wchodzą 6 osiedlowych rad oraz 8 silskich rad, obejmujących w sumie 42 miejscowości.